# اعتراض (سياسة)

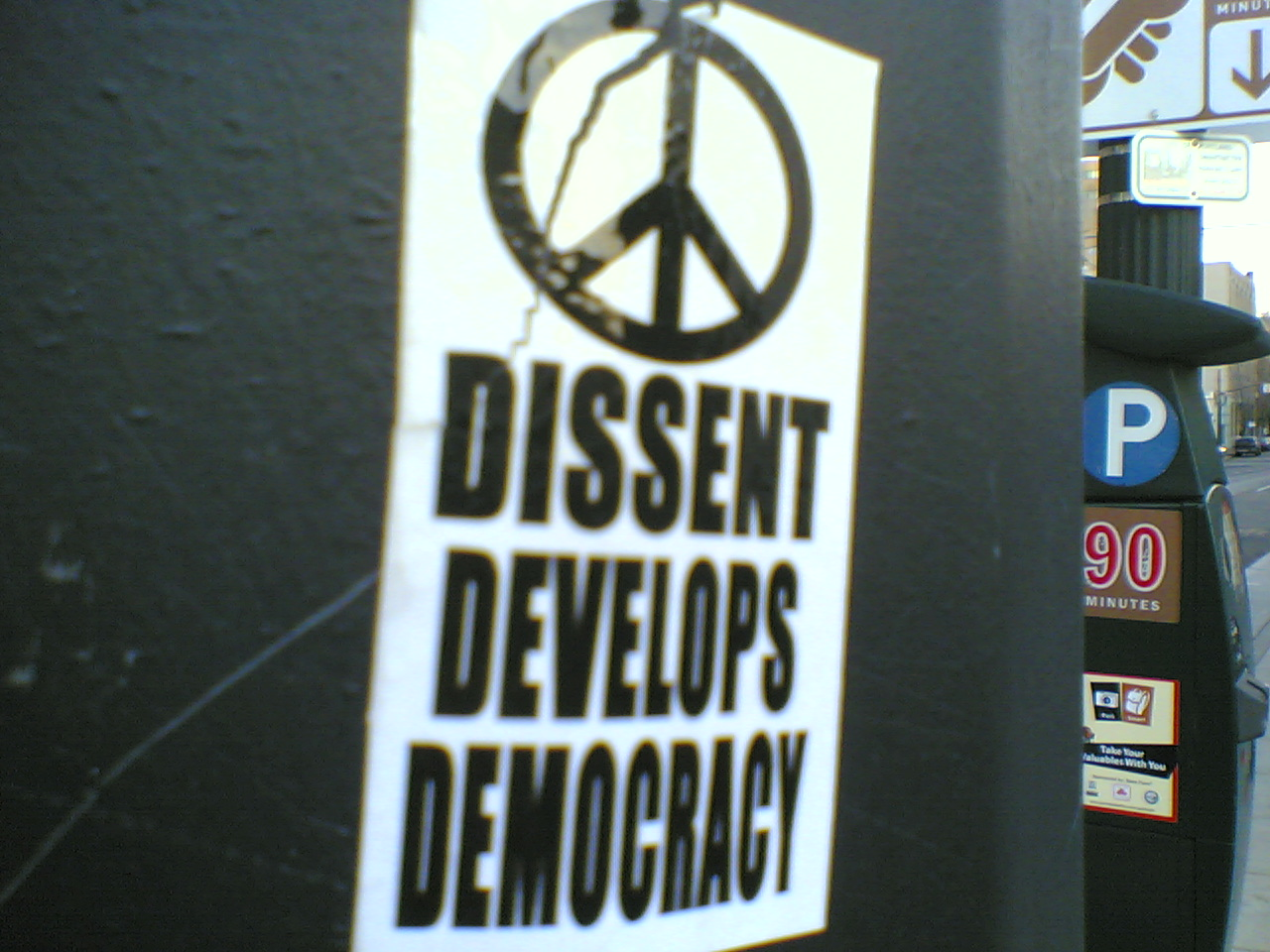

الاعتراض هو شعور أو فلسفة عدم الاتفاق أو معارضة فكرة شائعة (مثال: سياسات الحكومة) أو أي كيان (مثال: فرد أو حزب سياسي يدعم مثل هذه السياسات). المعنى المضاد لهذا المصطلح يشمل معاني مثل الاتفاق، الإجماع (حين تتفق الأغلبية على شيء ما) والموافقة (حين توافق جماعة ما على عرض مقدم من جماعة أخرى).
في بعض النظامات السياسية، الانشقاق قد يعبر عنه رسميا بإحدى وسائل المعارضة، بينما الأنظمة القمعية سياسيا قد تمنع من تكون أي شكل من أشكال الاعتراض، مما يؤدي إلى اضطهاد المواقف المضادة وعدم التشجع لإقامة النشاط الاجتماعي أو السياسي. الأفراد الذين لايوافقون أو يدعمون سياسات ولاية معينة عادة مايعرفون باسم «المنشقين». العديد من المفكرين جادلوا أن المجتمع الصحي لايحتاج فقط أن يحمي ثقافة الاعتراض بل يحتاج أن يشجعها أيضا.
في رسالة معروفة إلى أرنولد روج في 1843، كتب كارل ماركس: «إذا لم يكن تشييد المستقبل وترتيب كل شيء لكل الأزمان من شأننا، فأن ذلك يوضح لنا أكثر فأكثر مالذي علينا أن ننجزه في الوقت الحاضر: أنا أشير إلى النقد القاسي لكل ماهو موجود، قاسي بمعنى انه لايخشى النتائج التي قد يصل إليها ولا القوى الموجودة التي قد يتعارض معها.»